# Charles Leclerc
Charles Marc Hervé Perceval Leclerc (Monte Carlo, 16 de outubro de 1997) é um piloto de automóveis monegasco, que compete na Fórmula 1 pela equipe Ferrari.
Integrou a Ferrari Driver Academy em 2016, ganhou o campeonato da GP3 Series em 2016 e o Campeonato de Fórmula 2 da FIA em 2017, pela ART Grand Prix.

## Biografia
Filho de Hervé Leclerc, um ex-piloto, e Pascale, uma cabelereira, Charles é o segundo de três irmãos, que também incluem Lorenzo, o primogênito, que gerencia sua carreira, e o caçula Arthur, também piloto. Sua família era muito próxima de Jules Bianchi, que figurava como amigo, padrinho e mentor do jovem piloto. A perda deste em 2015, juntamente com a morte de seu pai em 2017 e a de seu amigo e contemporâneo Anthoine Hubert em 2019, marcaram profundamente a vida de Charles. Ainda assim, ele seguiu na busca por seu sonho de correr na Fórmula 1.

## Carreira

### 2005-15: O início no kart e nos monopostos
Charles estreou no kart em 2005 e conquistou múltiplos títulos, como o campeonato francês (PACA), que ele venceu em seu ano de estreia e também em 2006 e 2008. No ano seguinte, ele se tornou campeão júnior da França e vencedor da Taça Bridgestone. Em 2010, sagrou-se vice-campeão da França na categoria KF3, quinto no campeonato mundial sub 18 (Troféu Academia) e tornou-se, em casa, o piloto mais jovem a conquistar a Copa de Kart de Mônaco.
Em 2011, Charles Leclerc venceu a Copa do Mundo ao obter a pole position e a volta mais rápida. Ele ganhou o Troféu da Academia, com duas vitórias e cinco pódios, e terminou em segundo na Copa Final WSK, sendo superado pelo neerlandês Nyck de Vries. Em seu último ano de kart em 2013, Leclerc venceu a South Garda Winter Cup, conquistou a sexta posição no campeonato europeu e levou o vice-campeonato mundial na classe K2, quando perdeu o título para o piloto neerlandês Max Verstappen.
Leclerc fez o salto para os monopostos no ano seguinte. O campeonato escolhido foi a Fórmula 2 Renault 2.0 Alps, onde ele conquistou sete pódios, incluindo duas vitórias na etapa da Itália, em Monza, o que lhe garantiu o vice-campeonato. Em 2015, Leclerc disputou a Fórmula 3 Europeia. Somando quatro vitórias, ele fechou a temporada na quarta colocação do campeonato, vencido pelo sueco Felix Rosenqvist. No mesmo ano, Leclerc mostrou muita destreza ao terminar em segundo lugar no tradicional GP de Macau. Nas apertadas ruas chinesas, o monegasco foi superado novamente por Rosenqvist, perdendo a vitória por meros 0s5.

### 2016-17: Triunfos na GP3 e na Fórmula 2
Em março de 2016, foi anunciado que Leclerc seria um dos dois pilotos admitidos na Ferrari Driver Academy e atuaria como piloto de desenvolvimento da Haas F1 Team e da Scuderia Ferrari. Como parte de seu papel como piloto de desenvolvimento, Leclerc participou na primeira sessão de quatro GPs na temporada de 2016.
Nesse mesmo ano, Leclerc disputou a GP3 Series pela equipe ART Grand Prix, sendo companheiro de Alexander Albon, Nyck de Vries e Nirei Fukuzumi. Leclerc e Albon disputaram o título, com o monegasco obtendo três vitórias, uma a menos que o anglo-tailandês, e mais cinco pódios, um a mais que seu rival. Na última rodada em Abu Dhabi, Leclerc se sagrou campeão, mesmo abandonando a corrida 1 após bater em Santino Ferrucci, porque Albon também não terminou a prova, colidindo com Jack Aitken. Charles encerrou o ano com 202 pontos, 25 a mais do que Albon, que também abandonou a corrida 2 e terminou como vice-campeão.
Acreditava-se, que, se Leclerc ganhasse o campeonato da GP3 Series, ele faria o mesmo caminho de Daniil Kvyat e Valtteri Bottas e seguiria direto da GP3 para a Fórmula 1 com a equipe Haas. Entretanto, isto foi descartado pelo chefe da equipe Haas, Gunther Steiner, que declarou que Leclerc iria competir na temporada de 2017 do Campeonato de Fórmula 2 da FIA, na qual foi companheiro de Antonio Fuoco na Prema Racing. Dessa vez, Leclerc veio a se sagrar campeão sem maiores dificuldades, acumulando 282 pontos, 72 a mais que o vice Artem Markelov, e dez pódios, incluindo sete vitórias, com o monegasco fechando sua jornada na categoria com o triunfo na corrida curta de Abu Dhabi, que ainda teve direito a uma ultrapassagem ousada de Leclerc sobre Alexander Albon.

### 2018: Estreia na Fórmula 1 pela Sauber

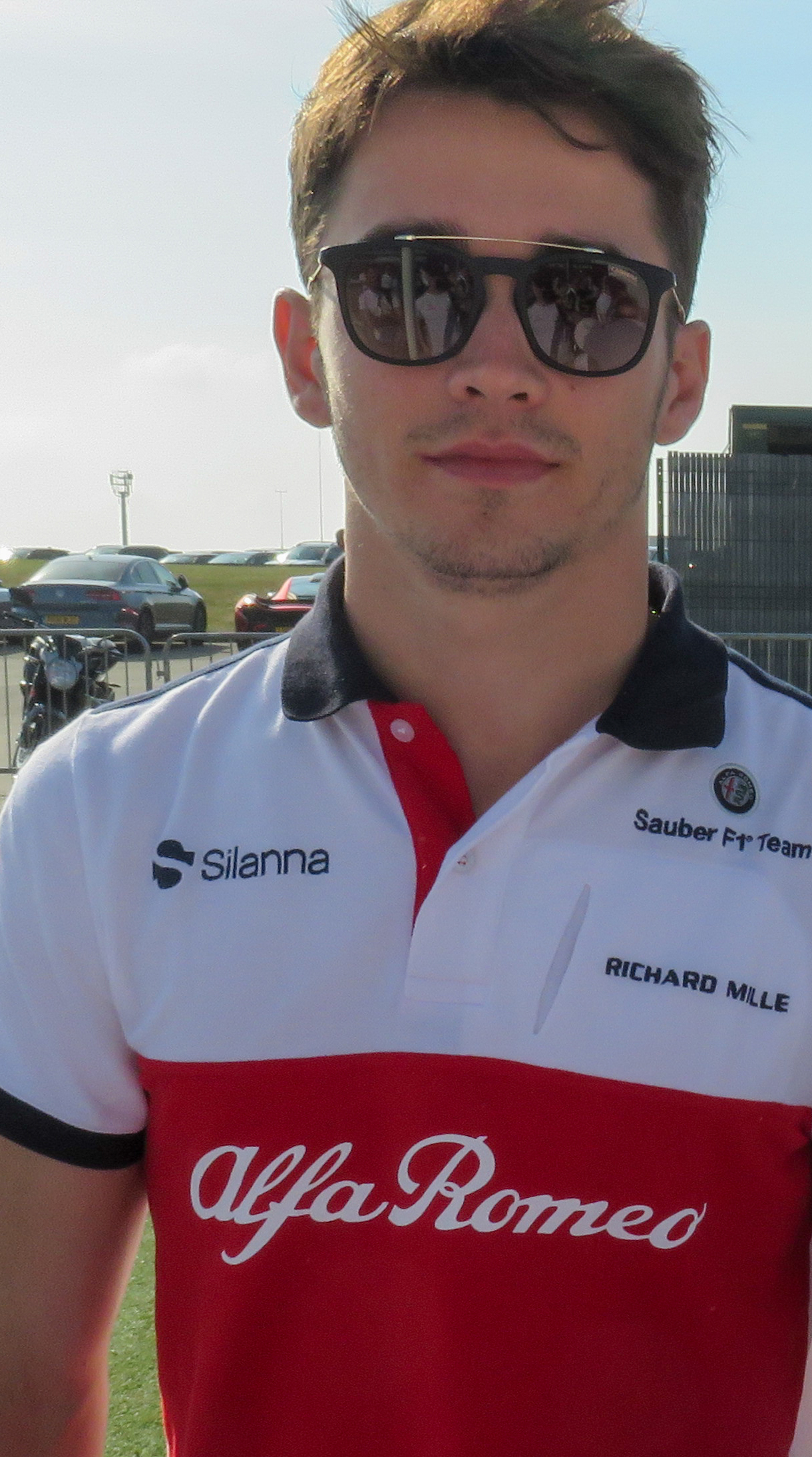
Leclerc em 2018, seu primeiro ano na F1

Em 2 de dezembro de 2017, foi confirmada a contratação de Leclerc para correr na F1 pela equipe Alfa Romeo Sauber em 2018, substituindo Pascal Wehrlein e sendo novo companheiro de Marcus Ericsson. A ida de Leclerc, júnior da Ferrari, para a equipe suíça marcou o acordo entre as duas marcas, com a Sauber adotando o nome Alfa Romeo e recebendo motores atualizados da escuderia italiana. Debutou na Fórmula 1 no Grande Prêmio da Austrália de 2018, qualificando-se em 18º e terminando a corrida em 13º.
Conquistou seus primeiros oito pontos na Fórmula 1 ao chegar em sexto e ainda foi o "Piloto do Dia" no Grande Prêmio do Azerbaijão. Pontuando novamente na corrida seguinte no Grande Prêmio da Espanha, sendo o primeiro piloto desde Felipe Nasr, em 2015, a pontuar em dois grande prêmios seguidos para a equipe Sauber.
No retorno do Grande Prêmio da França ao calendário da Fórmula 1, Leclerc qualificou-se em oitavo para a largada, algo que não ocorria a equipe Sauber largar entre os dez primeiros desde o Grande Prêmio da Itália de 2015. E ele pontuou pela terceira vez seguida na Áustria, com a sequência sendo interrompida por cinco provas seguidas de Leclerc abandonando ou fora do Top-10. Mais pontos chegaram com o nono lugar em Singapura e o sétimo na Rússia, antes de abandonos por falha mecânica no Japão e danos de uma colisão com Romain Grosjean nos Estados Unidos. Leclerc fechou sua temporada de estreia com três sétimos lugares consecutivos nas três últimas corridas. O monegasco superou seu companheiro de equipe Ericsson, que viria a deixar a equipe e a F1 ao final dessa temporada, por dezessete vezes em vinte e uma corridas e terminou em 13º no campeonato com 39 pontos.

### 2019–presente: Ferrari
Em 11 de setembro de 2018 a Scuderia Ferrari o anunciou como piloto titular a partir de 2019, substituindo Kimi Räikkönen.
Na segunda prova da temporada de 2019, no Barém, obteve a pole position, tornando-se o mais jovem da equipe Ferrari - superando a Jacky Ickx, e segundo da categoria, atrás de seu atual companheiro Sebastian Vettel. Esteve próximo de vencer a corrida quando liderava com folga até sua Ferrari perder bastante potência, terminando na terceira posição. Obteve também um ponto extra pela volta mais rápida.
Conquistou sua primeira vitória na Fórmula 1 na Bélgica, após largar da pole position pela terceira vez na temporada, superando Lewis Hamilton, que chegou em segundo. No pódio, dedicou sua vitória ao piloto francês Anthoine Hubert, que havia morrido em um acidente na Fórmula 2 um dia antes. Na corrida seguinte, no Grande Prêmio da Itália, ele ganhou a corrida, que a Ferrari não vencia desde 2010, com Fernando Alonso, e deu uma volta em seu companheiro Sebastian Vettel.
Leclerc terminou a temporada de 2019 em quarto lugar no campeonato com 264 pontos, à frente do companheiro de equipe Vettel. Durante sua primeira temporada na Ferrari, ele conquistou dez pódios, duas vitórias, quatro voltas mais rápidas e a maior pole position de qualquer piloto da temporada, com sete. Portanto, Leclerc se tornou o primeiro piloto que não era Mercedes a vencer o Prêmio Pole Position. Ele também se tornou o primeiro Monegasco a vencer um Grande Prêmio do Campeonato Mundial de Fórmula 1 (embora Louis Chiron tenha vencido vários Grandes Prêmios antes do campeonato inaugural em 1950).

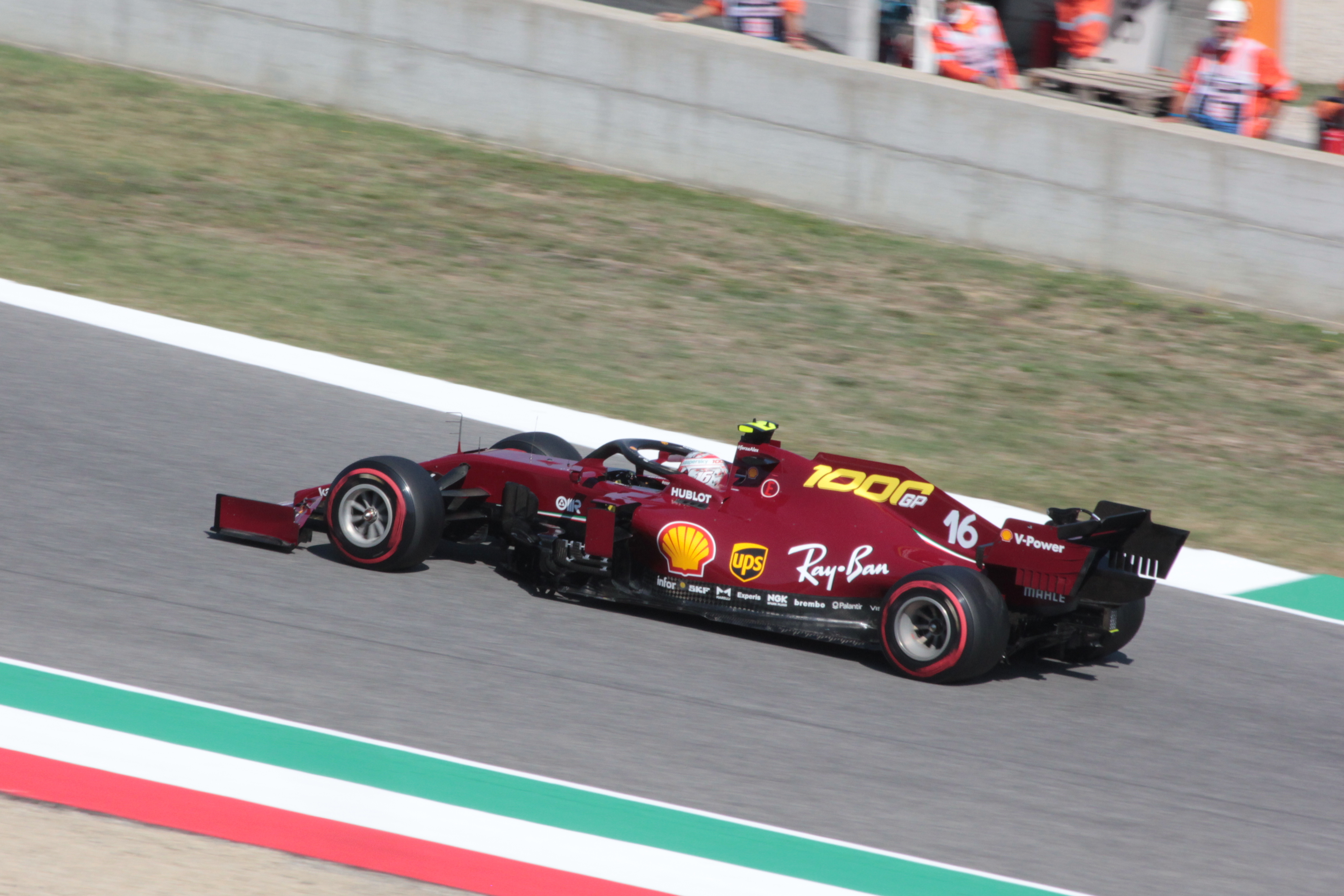
Leclerc pilotando o SF1000 com pintura especial para o GP da Toscana de 2020, que foi o milésimo GP da equipe italiana na Fórmula 1

2020 foi um ano difícil para a Ferrari, que teve um de seus piores resultados da história. O SF1000 vinha com defeitos na projeção do chassi, no pacote aerodinâmico e o motor era considerado o pior dentre as equipes de fábrica. Apesar disso, Leclerc conseguiu pódios na Áustria (2º lugar) e na Grã-Bretanha (3º lugar), superou seu companheiro de equipe Sebastian Vettel nas classificações (13 x 4) e finalizou o campeonato em 8º lugar, com 98 pontos. Mesmo assim, em 23 de dezembro deste ano, foi anunciado que Leclerc e Ferrari haviam concordado com uma prorrogação do contrato e que ele continuaria competindo pela equipe até o final de 2024.
Em 2021, a Ferrari apresentou pequenos progressos e um novo companheiro para Leclerc: o espanhol Carlos Sainz Jr, que vinha da McLaren. O melhor resultado do ano foi em Silverstone, em que Charles conquistou o segundo lugar. Ele chegou a liderar a maior parte desta corrida, aproveitando-se da confusão que os pilotos à sua frente, Max Verstappen e Lewis Hamilton, tiveram na Curva 9, contudo, Hamilton ultrapassou o monegasco nas voltas finais e venceu o polêmico GP. Outra corrida que ele poderia ter vencido era a de sua terra natal, Mônaco, onde ele anotou a pole position após bater faltando apenas 18 segundos para o fim do Q3. A Ferrari chegou a anunciar que o carro não tinha sido tão danificado e que Charles poderia participar da corrida, contudo, no domingo, o piloto 16 não largou devido a problemas no eixo do motor. Mas Sainz conseguiu mais pódios do que ele: quatro no total, incluindo o da última etapa, em Abu Dhabi, que fez com que o espanhol terminasse o campeonato à sua frente, sendo esta a primeira vez que Leclerc foi superado por seu companheiro de equipe na classificação.

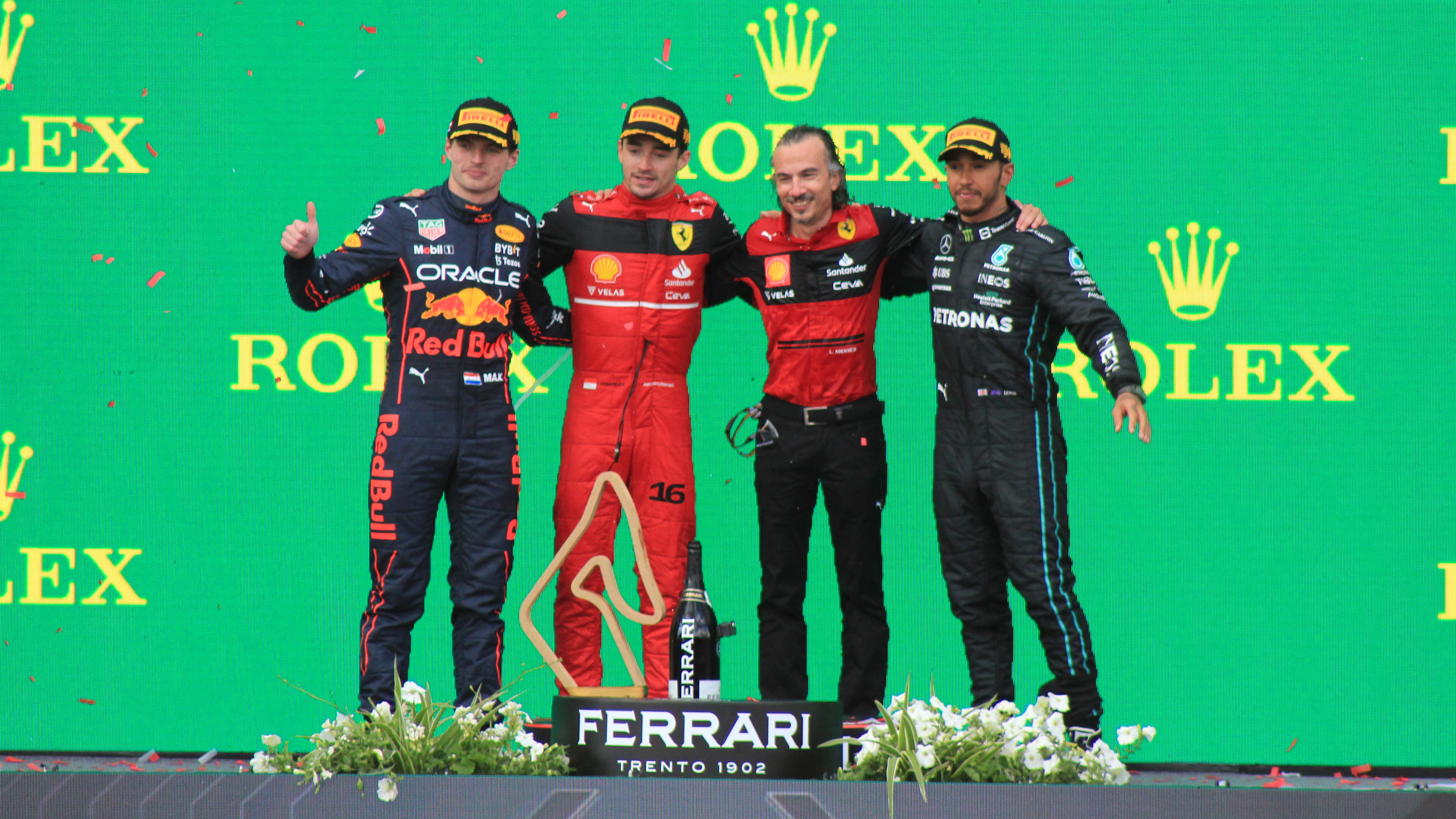
Leclerc, Verstappen e Hamilton no pódio do GP da Áustria de 2022

A temporada de 2022 começou promissora para a escuderia e o monegasco, que venceu duas das quatro primeiras corridas, liderou o campeonato nas etapas iniciais e colocou a si mesmo e a Ferrari como candidatos sérios aos títulos de pilotos e de construtores. Mas a Red Bull, que havia enfrentado problemas de confiabilidade nos primeiros GPs, conseguiu se recuperar e Verstappen passou a liderar o campeonato a partir do GP da Espanha, conquistando seu segundo título no Japão, com uma diferença de quase 150 pontos. Enquanto isso, Leclerc teve que lidar com erros da sua própria equipe, que incluíram estratégias equivocadas, más escolhas de pneus, falhas do motor, erros que o próprio cometeu, como no GP da França, em que rodou sozinho enquanto liderava a corrida, e as disputas internas na Ferrari. Todos esses fatores fizeram com que Charles tivesse que deixar a disputa pelo título prematuramente, se concentrando na busca pelo vice-campeonato. Ele veio na última etapa, em Abu Dhabi, com o segundo lugar, à frente de seu principal rival, o mexicano Sergio Pérez, que terminou em terceiro.
Em 25 de janeiro de 2024, a Ferrari anunciou a extensão do contrato de Leclerc. No entanto, a Scuderia não divulgou quantos anos mais o piloto monegasco seguirá defendendo a equipe italiana na Fórmula 1. Porém, a expectativa, segundo rumores vindos desde o fim de 2023, é que essa extensão seja de longa duração, potencialmente mantendo Leclerc na Ferrari até 2029.
No dia 26 de maio de 2024, Leclerc se tornou o primeiro monegasco ao vencer a corrida em casa no Grande Prêmio de Mônaco. Ele venceu novamente na Itália e nos Estados Unidos, e chegou a ter chances, ainda que remotas, de ser campeão mundial nessa temporada. Mas acabou com o terceiro lugar, após Lando Norris vencer em Abu Dhabi e se confirmar como vice. Apesar de ter ficado uma posição abaixo da que ele mesmo alcançou em 2022, Leclerc considerou 2024 como a sua melhor temporada, por ter feito treze pódios, dois a mais do que em 2022, e 356 pontos, 48 a mais do que duas temporadas antes. Ele classificou seu desempenho e o de sua equipe como "sólido", frisando que não perdeu "nenhuma oportunidade", mesmo achando que seu carro não estava tão bom na primeira metade da temporada.
Leclerc se despediu de Carlos Sainz Jr ao final da temporada 2024, com Lewis Hamilton sendo contratado para ser seu novo companheiro de equipe a partir de 2025.

## Vida pessoal
Charles é amigo de vários de seus companheiros de Fórmula 1, como Pierre Gasly, Alexander Albon, George Russell e Lando Norris. De janeiro de 2015 até 2019, o monegasco namorou a italiana Giada Gianni, uma grande fã da equipe Ferrari, alegando que terminou com ela porque precisava se concentrar mais na sua carreira na Fórmula 1. Logo depois, ele assumiu relacionamento com Charlotte Sine, uma modelo, influenciadora digital, estudante de arquitetura e filha do diretor da Bains de Mer, empresa que opera o Cassino de Mônaco. Os dois anunciaram o término do relacionamento em suas redes sociais no dia 6 de dezembro de 2022. Em 2023, Leclerc assumiu relacionamento com Alexandra Saint Mleux, modelo e influenciadora mexicana. Leclerc se declara como um grande fã do piloto brasileiro Ayrton Senna e torcedor do Monaco FC.
Em abril de 2024, Leclerc postou em suas redes sociais as imagens de Leo, cachorro da raça mini dachshund de pelo longo que se tornou seu novo pet. Desde então, o animal tem feito sucesso entre os fãs do piloto, que afirmou que apesar de sempre ter convivido com cachorros em sua família, Leo era o primeiro animal que pertencia apenas a ele.

## Outras atividades

### Filantropia
Leclerc é embaixador da Fundação Princesa Charlene de Mônaco desde 2018. Durante a pandemia, ele se ofereceu para trabalhar de voluntário para a Cruz Vermelha monegasca, ajudando na entrega de refeições aos idosos e de equipamentos hospitalares. Ele também apoiou as campanhas de arrecadação de fundos da Cruz Vermelha Italiana, incentivando seus fãs a doarem, e em 2023, o piloto leiloou diversos itens que usou no Grande Prêmio de Mônaco daquele ano para as vítimas das enchentes da Emília-Romanha, incluindo o capacete que arrecadou 306 mil euros (R$ 1,6 milhão na cotação da época), superando um dos capacetes de Ayrton Senna que tinha sido leiloado em 2019. No total, Leclerc arrecadou quase 430 mil euros (R$ 2,2 milhões na época), que foram doados ao município de Ímola e aos afetados pelas enchentes.

### Atuação
Em 2020, Leclerc fez uma participação no filme Le Grand Rendez-vous, remake do curta-metragem C'était un rendez-vous de 1976, em que ele reproduziu a cena clássica do diretor da obra original, Claude Lelouch, dirigindo pelas ruas de uma cidade, que no caso da obra de 2020, foi Monte Carlo. Em 2022, ele e seu então companheiro da Ferrari, Carlos Sainz Jr, dublaram o mesmo personagem no filme Lightyear, com Leclerc dando a voz na versão francesa e Sainz na versão em espanhol.

### Moda
Leclerc foi escolhido para ser embaixador da grife Giorgio Armani e da linha Made to Measure, participando de campanhas publicitárias para a marca em 2020. Em 2024, Leclerc se tornou embaixador global da Puma.

### Música
Leclerc também é músico, sabendo tocar piano e divulgando vídeos em suas redes sociais com composições de sua própria autoria. Em 27 de outubro de 2022, às vésperas do GP da Cidade do México, ele fez uma participação no show da banda de rock Måneskin, cantando a música Kool Kids.  Charles chegou a afirmar que estava trabalhando em composições que não divulgaria ao público, mas em abril de 2023, ele lançou a canção AUS23, em referência ao GP da Austrália em que ele abandonou após colidir com Lance Stroll. Dias depois, ele lançou MIA23, outra música relacionada a uma corrida da F1, nesse caso, o GP de Miami, que ele terminou na sétima posição, mesma posição de largada. E em agosto, ele lançou mais uma música, MON23, relacionada à etapa de Mônaco da F1.
Em fevereiro de 2024, Leclerc anunciou que lançaria um EP com quatro músicas, chamado DREAMERS, em colaboração com o pianista francês Sofiane Pamart, que é seu amigo, e que tocou em um piano em chamas a canção Imagine, de John Lennon, durante a cerimônia de abertura dos Jogos Olímpicos de Paris de 2024.

### Empreendedorismo
Em 2024, Leclerc lançou a LEC, sua própria marca de sorvetes de baixa caloria, em Milão. O empreendimento tem a colaboração da marca de gelatos Grom e do seu empresário Nicolas Todt.

## Registros na carreira

### Sumário
| Temporada | Categoria                              | Equipe                          | Corridas | Vitórias | Poles | V.M.R. | Pódios | Pontos | Class. |
| --------- | -------------------------------------- | ------------------------------- | -------- | -------- | ----- | ------ | ------ | ------ | ------ |
| 2014      | Fórmula Renault 2.0 Alpes              | Fortec Motorsport               | 14       | 2        | 1     | 0      | 7      | 199    | 2.º    |
| 2014      | Eurocopa de Fórmula Renault            | Fortec Motorsport               | 6        | 0        | 0     | 0      | 3      | 0      | NC     |
| 2015      | Campeonato Europeu de Fórmula 3 da FIA | Van Amersfoort Racing           | 33       | 4        | 3     | 5      | 13     | 363.5  | 4.º    |
| 2015      | Grande Prémio de Macau                 | Van Amersfoort Racing           | 1        | 0        | 0     | 0      | 1      | N/A    | 2.º    |
| 2016      | GP3 Series                             | ART Grand Prix                  | 18       | 3        | 4     | 4      | 8      | 202    | 1.º    |
| 2017      | Fórmula 2                              | Prema Powerteam                 | 22       | 7        | 8     | 4      | 10     | 282    | 1.º    |
| 2018      | Fórmula 1                              | Alfa Romeo Sauber F1 Team       | 17 de 21 | 0        | 0     | 0      | 0      | 39     | 13.°   |
| 2019      | Fórmula 1                              | Scuderia Ferrari                | 19 de 21 | 2        | 7     | 4      | 10     | 264    | 4.º    |
| 2020      | Fórmula 1                              | Scuderia Ferrari                | 14 de 17 | 0        | 0     | 0      | 2      | 98     | 8.º    |
| 2021      | Fórmula 1                              | Scuderia Ferrari Mission Winnow | 20 de 22 | 0        | 2     | 0      | 1      | 159    | 7.°    |
| 2022      | Fórmula 1                              | Scuderia Ferrari                | 19 de 22 | 3        | 9     | 3      | 11     | 308    | 2.º    |
| 2023      | Fórmula 1                              | Scuderia Ferrari                | 17 de 22 | 0        | 5     | 0      | 6      | 206    | 5°     |
| 2024      | Fórmula 1                              | Scuderia Ferrari                | 24 de 24 | 3        | 3     | 3      | 13     | 356    | 3.º    |
| 2025      | Fórmula 1                              | Scuderia Ferrari                | 0 de 24  | 0        | 0     | 0      | 0      | 0      | ?      |

### Registros na GP3 Series
Legenda: corridas em negrito indicam pole position; corridas em itálico indicam volta mais rápida.
| Ano  | Equipe         | 1         | 2         | 3         | 4           | 5         | 6         | 7         | 8         | 9         | 10        | 11        | 12        | 13        | 14          | 15        | 16        | 17          | 18        | Class. | Pontos |
| ---- | -------------- | --------- | --------- | --------- | ----------- | --------- | --------- | --------- | --------- | --------- | --------- | --------- | --------- | --------- | ----------- | --------- | --------- | ----------- | --------- | ------ | ------ |
| 2016 | ART Grand Prix | CAT FEA 1 | CAT SPR 9 | RBR FEA 1 | RBR SPR Ret | SIL FEA 2 | SIL SPR 3 | HUN FEA 6 | HUN SPR 3 | HOC FEA 5 | HOC SPR 3 | SPA FEA 1 | SPA SPR 6 | MNZ FEA 4 | MNZ SPR Ret | SEP FEA 3 | SEP SPR 5 | YMC FEA Ret | YMC SPR 9 | 1.º    | 202    |

### Registros na Fórmula 2
Legenda: corridas em negrito indicam pole position; corridas em itálico indicam volta mais rápida.
| Ano  | Equipe       | 1         | 2         | 3         | 4         | 5           | 6          | 7         | 8         | 9         | 10          | 11        | 12        | 13        | 14        | 15          | 16        | 17         | 18        | 19        | 20        | 21        | 22        | Class. | Pontos |
| ---- | ------------ | --------- | --------- | --------- | --------- | ----------- | ---------- | --------- | --------- | --------- | ----------- | --------- | --------- | --------- | --------- | ----------- | --------- | ---------- | --------- | --------- | --------- | --------- | --------- | ------ | ------ |
| 2017 | Prema Racing | BHR FEA 3 | BHR SPR 1 | CAT FEA 1 | CAT SPR 4 | MON FEA Ret | MON SPR 18 | BAK FEA 1 | BAK SPR 2 | RBR FEA 1 | RBR SPR Ret | SIL FEA 1 | SIL SPR 5 | HUN FEA 4 | HUN SPR 4 | SPA FEA DSQ | SPA SPR 5 | MNZ FEA 17 | MNZ SPR 9 | JER FEA 1 | JER SPR 7 | YMC FEA 2 | YMC SPR 1 | 1.º    | 282    |

### Registros na Fórmula 1
Legenda: corridas em negrito indicam pole position; corridas em itálico indicam volta mais rápida.
| Temporada | Equipe                          | Chassis        | Motor                    | 1       | 2       | 3       | 4      | 5      | 6       | 7      | 8       | 9       | 10      | 11      | 12      | 13      | 14     | 15     | 16      | 17      | 18       | 19     | 20      | 21     | 22     | 23     | 24    | Class. | Pontos |
| --------- | ------------------------------- | -------------- | ------------------------ | ------- | ------- | ------- | ------ | ------ | ------- | ------ | ------- | ------- | ------- | ------- | ------- | ------- | ------ | ------ | ------- | ------- | -------- | ------ | ------- | ------ | ------ | ------ | ----- | ------ | ------ |
| 2018      | Alfa Romeo Sauber F1 Team       | Sauber C37     | Ferrari 062 EVO 1.6 V6 t | AUS 13  | BAR 12  | CHN 19  | AZE 6  | ESP 10 | MON 18  | CAN 10 | FRA 10  | AUT 9   | GBR Ret | ALE 15  | HUN Ret | BEL Ret | ITA 11 | SIN 9  | RUS 7   | JAP Ret | EUA Ret  | MEX 7  | BRA 7   | ABU 7  |        |        |       | 13.º   | 39     |
| 2019      | Scuderia Ferrari                | Ferrari SF90   | Ferrari 064 1.6 V6 t     | AUS 5   | BAR 3   | CHN 5   | AZE 5  | ESP 5  | MON Ret | CAN 3  | FRA 3   | AUT 2   | GBR 3   | ALE Ret | HUN 4   | BEL 1   | ITA 1  | SIN 2  | RUS 3   | JAP 6   | MEX 4    | EUA 4  | BRA 18  | ABU 3  |        |        |       | 4.º    | 264    |
| 2020      | Scuderia Ferrari                | Ferrari SF1000 | Ferrari 065 1.6 V6 t     | AUT 2   | EST Ret | HUN 11  | GBR 3  | 70 4   | ESP Ret | BEL 14 | ITA Ret | TOS 8   | RUS 6   | EIF 7   | POR 4   | EMI 5   | TUR 4  | BAR 10 | SKR Ret | ABU 13  |          |        |         |        |        |        |       | 8.º    | 98     |
| 2021      | Scuderia Ferrari Mission Winnow | Ferrari SF21   | Ferrari 065/6 1.6 V6 t   | BAR 6   | EMI 4   | POR 6   | ESP 4  | MON NL | AZE 4   | FRA 16 | EST 7   | AUT 8   | GBR 2   | HUN Ret | BEL 8   | PBS 5   | ITA 4  | RUS 15 | TUR 4   | EUA 4   | CMX 5    | SAO 5  | CAT 8   | ARA 7  | ABU 10 |        |       | 7.º    | 159    |
| 2022      | Scuderia Ferrari                | Ferrari F1-75  | Ferrari 066/7 1.6 V6 t   | BAR 1   | ARA 2   | AUS 1   | EMI 62 | MIA 2  | ESP Ret | MON 4  | AZE Ret | CAN 5   | GBR 4   | AUT 12  | FRA Ret | HUN 6   | BEL 6  | PBS 3  | ITA 2   | SIN' 2  | JAP 3    | EUA 3  | CMX 6   | SAO 46 | ABU 2  |        |       | 2.º    | 308    |
| 2023      | Scuderia Ferrari                | Ferrari SF-23  | Ferrari 066/7 1.6 V6 t   | BHR Ret | SAU 7   | AUS Ret | AZE 32 | MIA 7  | MON 6   | ESP 11 | CAN 4   | AUT 2   | GBR 9   | HUN 7   | BEL 35  | NED Ret | ITA 4  | SIN 4  | JPN 4   | QAT 5   | USA DSQ3 | MXC 3  | SAP NL5 | LAS 2  | ABU 2  |        |       | 5º     | 206    |
| 2024      | Scuderia Ferrari                | Ferrari SF-24  | Ferrari 066/7 1.6 V6 t   | BHR 4   | SAU 3   | AUS 2   | JPN 4  | CHN 4  | MIA 32  | EMI 3  | MON 1   | CAN Ret | ESP 5   | AUT 117 | GBR 14  | HUN 4   | BEL 3  | NED 3  | ITA 1   | AZE 2   | SIN 5    | USA 14 | MXC 3   | SAP 53 | LAS 4  | QAT 25 | ABU 3 | 3º     | 356    |
| 2025*     | Scuderia Ferrari                |                | Ferrari                  | AUS 8   | CHN     | JPN 4   | BHR 4  | SAU 3  | MIA 7   | EMI 6  | MON 2   | ESP 3   | CAN 5   | AUT 3   | GBR 14  |         | HUN 4  | NED    | ITA     | AZE     | SIN      | USA    | MXC     | SAP    | LAS    | QAT    | ABU   | 10º*   | 151    |

Notas
* Temporada ainda em andamento.
† – O piloto não terminou a prova, mas foi classificado por ter completado 90% da corrida.